# Карст (город)
Карст (нем. Kaarst) — город в Германии, в земле Северный Рейн-Вестфалия.
Подчинён административному округу Дюссельдорф. Входит в состав района Рейн-Нойс. Население составляет 41,9 тыс. человек (2009); в 2000 г. — 42,0 тысяч. Занимает площадь 37,48 км². Официальный код — 05 1 62 016.
Город подразделяется на 5 городских районов.